# Anders Amelberg
Anders Amelberg, född 1707, död 1754, var en rådman i Åmål. Han var son till vågmästaren Lars Amelberg och borgmästaren Anders Åberg var hans morbror. Han låg i konflikt med Åberg under 1730-talet, vilket kom att prägla Åmåls politiska liv, och försökte efter Åbergs avgång att själv bli vald till borgmästare istället för Anders Åbergs son, Peter Åberg.. Amelberg var grosshandlare, och hade för sin tid ett betydande antal varor i sitt lager. Han var även under en längre tid riksdagsman. Hans politik, där han försökte frigöra Åmål från Göteborgs inflytande, kom på kant med den etablerade timmerhandeln och de handelsmän som dominerade den åmålska politiken.